# 阿瓦恩蒂波拉
阿瓦恩蒂波拉（Awantipora），是印度查谟-克什米尔邦Pulwama县的一个城镇。总人口6250（2001年）。

## 人口
该地2001年总人口6250人，其中男性3681人，女性2569人；0—6岁人口549人，其中男269人，女280人；识字率47.78%，其中男性为63.16%，女性为25.73%。